# Paracyrtophyllus
Paracyrtophyllus is een geslacht van rechtvleugeligen uit de familie sabelsprinkhanen (Tettigoniidae). De wetenschappelijke naam van dit geslacht is voor het eerst geldig gepubliceerd in 1906 door Caudell.

## Soorten
Het geslacht Paracyrtophyllus omvat de volgende soorten:
- Paracyrtophyllus excelsus Rehn & Hebard, 1914
- Paracyrtophyllus robustus Caudell, 1906